# Jenoi
Jenoi ist eine Ortschaft im westafrikanischen Staat Gambia.
Nach einer Berechnung für das Jahr 2013 leben dort etwa 1358 Einwohner, das Ergebnis der letzten veröffentlichten Volkszählung von 1993 betrug 1038.

## Geographie
Jenoi liegt in der Lower River Region im Distrikt Jarra West, rund 2,7 Kilometer nordwestlich von Soma am Trans-Gambia Highway. Yeli Tenda, der südliche Punkt der Fährverbindung Bamba Tenda–Yeli Tenda liegt zwei Kilometer entfernt in nördlicher Richtung.